# Mezinárodní stálá komise pro zkoušky ručních palných zbraní
 Mezinárodní stálá komise pro zkoušky ručních palných zbraní, zkratka C.I.P. (ve francouzštině Commission Internationale Permanente pour l'Épreuve des Armes à Feu Portatives) je organizace založená s cílem udržovat a stanovovat společná pravidla a předpisy pro zkoušení zbraní a střeliva za účelem zajištění vzájemné uznávání ověřovacích značek členských států. Garantem C.I.P. je Belgické království.

## Hlavní poslání a úkoly C.I.P.
Podle úmluvy z roku 1969 musí každá malá zbraň a všechny její tlakem namáhané komponenty projít zákonným testováním zkušebnou schválenou C.I.P. Toto platí pro členské státy ve kterých se nachází výrobce zbraně, nebo u dovážených zbraní ve zkušebně členského státu do něhož byla zbraň dovezena poprvé. Stejné pravidlo platí i pro komerční munici.
Za tímto účelem C.I.P. provádí zejména následující činnosti:
- Stanovení postupů při oficiálním měření tlaku spotřebních a zkušebních nábojů.
- Určování přístrojů pro měření tlaku při výstřelu.
- Provádění úředních zkoušek ručních palných zbraní a přístrojů zaměřené na jejich bezpečnost při používání.
- Sjednocování rozměrů nábojů a nábojových komor a názvy označování ráže použitelného střeliva ve zbraních a přístrojích. [2]
- Prověřování zákonů a předpisů členských států, které se týkají úředních zkoušek zbraní a střeliva.
- Vydávat přehled vzorů zkušebních značek užívaných úředními zkušebnami členských států C.I.P.

## Struktura C.I.P.
Stanovy C.I.P. určují:
- složení,
- strukturu,
- metody činnosti, atd.

Činnost je rozdělena do pěti podkomisí a schválování výsledků je prováděno plenárním zasedáním.

## Podkomise C.I.P.
- První podkomise. Metodika měření tlaků a energií a stanovení bezpečných hodnot pro střelivo do ručních palných zbraní a přístrojů.
- Druhá podkomise. Určování rozměrů nábojů a nábojových komor. Názvy ráží střeliva a jejich označování, tolerance rozměrů a ověřovacích kalibrů na zbraně a střelivo.
- Třetí podkomise. Zkušebním metodiky a postupy při ověřování zbraní a kontrole střeliva.
- Čtvrtá podkomise. Posuzování národní legislativy členů C.I.P. v souladu s Úmluvou o vzájemném uznávání zkušebních značek ručních palných zbraní a střeliva. Vydávání přehledu vzorů zkušebních značek úředních zkušeben členských států C.I.P.
- Pátá podkomise. Sjednocení přístupu C.I.P. k jakosti s evropskými a světovými trendy. Zajišťuje také mezinárodní mezilaboratorní zkoušky mezi zkušebnami členských států.

## Členové C.I.P.
Podle oficiálních stránek C.I.P. 
- Belgie
- Česko
- Chile
- Finsko
- Francie
- Itálie
- Maďarsko
- Německo
- Rakousko
- Rusko
- Slovensko
- Španělsko
- Spojené arabské emiráty
- Spojené království Velké Británie a Severního Irska